# Weib in Flammen
Weib in Flammen ist ein deutsches Stummfilmmelodram aus dem Jahre 1928 von Max Reichmann mit Olga Tschechowa, die auch produziert hat, in der Haupt- und Titelrolle. Die Romanvorlage verfasste Georg Fröschl.

## Handlung
Die Geschichte spielt in Ungarn. Gräfin Clarissa Thalberg, eine junge, leidenschaftliche Frau, ist mit dem deutlich älteren Grafen Thalberg verheiratet und sieht ihre besten Jahre vor ihren Augen entrinnen. Eines Tages führt ein Flugzeugunglück Clarissa mit dem adretten Fliegeroffizier Baron Alexander „Sascha“ von Thurzo zusammen. Es kommt wie es kommen muss: Beide jungen Leute verlieben sich rasch Hals über Kopf ineinander. Clarissa verlässt daraufhin ihren alten Gatten ebenso wie ihre neue Liebe Sascha seine bisherige Verlobte, Baronesse Lily Széchenyi. Baron Alexander wird daraufhin unehrenhaft aus seinem Dienst entlassen und muss sich darüber hinaus heftigen Vorwürfen seines standesbewussten Vaters aussetzen. Der will unbedingt, dass der Sohn fortan die Finger von der verheirateten Gräfin lässt und alles unternimmt, nicht nur den guten Ruf wieder herzustellen, sondern auch zur Armee zurückkehrt. Da sich Alexander aber standhaft weigert, den väterlichen Anordnungen Folge zu leisten und schon gar nicht von seiner neuen Liebe lassen will, ist er dazu verdammt, anderweitig Geld aufzutreiben, um sich und Clarissa durchzubringen.
Clarissa geht den für sie demütigenden Weg und verdingt sich als Vorführmodell (Mannequin) in demjenigen Modesalon, in dem sie einst als wohlhabende Kundin gern gesehen war. Zu allem Unglück stellt ihr auch noch der penetrante Abteilungsleiter des Salons nach. Alexander wiederum versucht sein Glück am Spieltisch … und verliert dort (erwartungsgemäß) ein Vermögen. Nunmehr hoch verschuldet, droht ihm im Zuge dieses gesellschaftlichen Niedergangs auch noch der gute Ruf (den seine Name bislang mit sich brachte) zu verlieren. Saschas Vater glaubt jetzt, bei seinem Sohn leichtes Spiel zu haben und bringt ihn dazu, sich mit seiner Ex-Verlobten Baronesse Lily Széchenyi wieder zu versöhnen. Doch ehe sein Plan aufgehen und der alte Baron Clarissa mit Geld zum Verlassen Saschas bestechen kann, kommt es zur Katastrophe: Im Modesalon, wo die jüngst verwitwete Gräfin Clarissa in Lohn und Brot steht, bricht ein verheerendes Feuer aus. Clarissa befindet sich gerade vor Ort, ebenso wie Lily, die hier als Kundin ein und ausgeht. Selbstlos bekleidet Clarissa ihre Konkurrentin mit ihrem Mantel und Hut, um vom eintreffenden Sascha, der sie so ausgestattet für Clarissa hält, ins Freie gerettet zu werden. Clarissa hingegen wird zum titelgebenden Weib in Flammen und stirbt den Feuertod.

## Produktionsnotizen
Weib in Flammen entstand 1928 in Budapest, passierte die Zensur am 8. November desselben Jahres und wurde exakt drei Wochen darauf in Berlins Marmorhaus uraufgeführt. Die Länge des Achtakters betrug 2568 Meter.
Robert Wuellner übernahm die Produktionsleitung, Alexander Ferenczy gestaltete die Filmbauten.

## Kritiken
Wiens Kino-Journal meinte: „Olga Tschechowa, von deren künstlerisch großangelegten Escheinung immer eine faszinierende Wirkung ausstrahlt, findet den ergreifenden mimischen Ausdruck für die Charakterisierung ihrer Leistung.“
Die Österreichische Film-Zeitung schrieb: “Das hochinteressante Werk … ist besonders bemerkenswert durch das bezwingende Spiel Olga Tschechowas.”
Die Tagblatt resümierte kurz „Ein sehr eindrucksvoller Film mit wunderschönen Bildern und mit einem wunderbar schönen Weib im Mittelpunkt der Handlung“.
Die Reichspost befand: „Eine Schicksalstragödie im antiken Sinne. (…) Ein seltener Film, frei von Kitschigkeit. Wünschenswert wäre eine ausgiebige Kürzung der peinlich naturalistischen Brandszene.“